# Ивка (приток Держи)
Ивка — река в Тверской области России.
Протекает по территории Зубцовского района. Исток — к югу от деревни Ровное, впадает в реку Дёржу в 8,2 км от её устья по левому берегу. Длина реки составляет 13 км.
Вдоль течения реки расположены населённые пункты Погорельского и Зубцовского сельских поселений — деревни Ровное, Ревякино, Старое, Корчмидово, Зеновское, Курьково.

## Данные водного реестра
По данным государственного водного реестра России относится к Верхневолжскому бассейновому округу, водохозяйственный участок реки — Волга от города Зубцов до города Тверь, без реки Тверца, речной подбассейн реки — бассейны притоков (Верхней) Волги до Рыбинского водохранилища. Речной бассейн реки — (Верхняя) Волга до Куйбышевского водохранилища (без бассейна Оки).
Код объекта в государственном водном реестре — 08010100612110000001583.